# Verdwenen straatnamen in Middelburg
Na de opheffing van de VOC en het vertrek van de Fransen in het begin van de 19e eeuw was de economie van Middelburg sterk teruggelopen. Hierdoor was er geen geld om gebouwen te slopen en nieuwbouw te plegen, wat achteraf bezien een gunstig bijeffect was. Door de omvangrijke schade in de Tweede Wereldoorlog en de sloop in de jaren 60 en begin jaren 70 van de 20e eeuw veranderden het stadsbeeld en het stratenpatroon van Middelburg ingrijpend.

## Wederopbouw na de Tweede Wereldoorlog
Op 17 mei 1940 werd de binnenstad van Middelburg door de vermoedelijk Duitse artillerie beschoten en brandde deels uit. Het zwaarst getroffen werd het gebied binnen de Burg, de omgeving van de Markt en de Rouaanse en Rotterdamse Kaai. Het bleek onmogelijk de verwoeste gebouwen in het gebied te reconstrueren.
Bij de wederopbouw ging men uit van een traditionele bouwstijl in de trant van de Delftse School. Er werd aandacht besteed aan ieder afzonderlijk te bouwen pand. De bouwstijl moest in overeenstemming zijn met de niet-getroffen delen van de binnenstad. Er is daardoor geen breuk met de historische binnenstad en de bezoeker heeft het gevoel in oude straten te lopen, al zijn ze naoorlogs. Men introduceerde in de herbouw het begrip zichtlijnen. Dat betekent bijvoorbeeld dat men staande op de Markt de Nieuwe Kerk moest kunnen zien. Het had tot gevolg dat het middeleeuwse stratenpatroon voor een deel verdween. De Lange Burg verdween na 1100 jaar van de kaart. Deze straat werd vervangen door de Nieuwe Burg, die een volledig nieuw beloop kreeg. Een nieuwe zijstraat hiervan werd de Nieuwe Wal genoemd, niet te verwarren met de vooroorlogse Wal, die noordelijker gelegen was. Direct grenzend aan de Nieuwe Wal werd het Walplein aangelegd; het zou ruimte gaan bieden aan auto's van bezoekers aan de binnenstad.
Men verlegde alle rooilijnen van de Markt, uitgezonderd het deel tussen Pottenmarkt en Vlasmarkt. De Markt, die oorspronkelijk een trapeziumvorm had, werd rechthoekig door de bouw van een extra huizenblok. Vóór de oorlog stond het Stadhuis recht op de (Grote) Markt; sinds de herbouw na de oorlog staat het Stadhuis door de verkleining van de Markt scheef op het plein. Aan de westkant creëerde men een nieuw plein, Plein 1940, waar de bussen konden gaan rijden. Door het verleggen van een deel van de Gravenstraat ontstond het Zusterplein. Ten behoeve van de doorstroming van het verkeer werd de Zusterstraat verlengd richting Korte Geere. De aanleg van de Stadhuisstraat, dwars door de Sint Sebastiaanstraat, had tot doel de doorgang mogelijk te maken richting de Abdij. Tevens ontstond hierbij de Bodenplaats. Bachtensteene werd aangesloten op de Groenmarkt. In de jaren 50 van de 20e eeuw zou de aanleg van een brug over de binnengracht de doorstroming verder bevorderen richting Klein Vlaanderen.
Teneinde het Abdijcomplex van alle kanten zichtbaar te maken besloot men de nauwe straatjes bij de Abdij niet terug te laten komen in het stratenpatroon. Zo zou de Kapoenstraat van de plattegrond verdwijnen. Tijdens en na de oorlog werden in dit buurtje relatief grote complexen neergezet op niet-historische rooilijnen, zoals het Polderhuis en het hofje Onder den Toren. De Groenmarkt is qua vorm ingrijpend gewijzigd. 
Na de oorlog stelde de regering extra geld ter beschikking, waardoor het historische karakter bewaard kon blijven. Doordat rooilijnen niet terugkeerden, is reconstructie van het oude stratenpatroon vrijwel onmogelijk geworden. 

### Verdwenen straten
- Lange Burg
- Botermarkt (bij de Korte Burg)
- Kalvermarkt (ook wel Beestenmarkt genoemd)
- Wal
- Oude Kerkstraat (van Lange Delft naar Wal)
- Nieuwe Kerkstraat (van Lange Delft naar Wal)
- Kapoenstraat (liep van de huidige achtertuin Hotel The Roosevelt naar de zijgevel van de Statenzaal).
- Mosterdgang
- Korte Gortstraat (van Lange Gortstraat naar de Markt)
- Geldelooze Pad (een voorloper van de Veersesingel rond 1800)
- Gravenstraat (gedeeltelijk: van Zusterstraat naar de Markt)
- Stroopoort
- Gouden Poort
- Burgemeester Takstraat
- Groenmarkt

### Nieuwe straten/pleinen met nieuwe rooilijnen
- Nieuwe Burg
- Nieuwe Wal
- Walplein
- Walgang
- Burggang
- Kapoengang
- Keldermansstraat (genoemd naar de bouwmeester van het stadhuis te Middelburg)
- Groenmarkt
- Koorkerkstraat
- Gravenstraat (gedeeltelijk: van Kerspel naar de Markt)
- Plein 1940
- Zusterplein
- Bodenplaats
- Zusterstraat (gedeeltelijk: doorbraak richting Korte Geere)
- Stadhuisstraat (in het verlengde van Bachten Steene richting binnengracht; pas medio jaren 50 werd een brug aangelegd naar Volderijlaagte)
- Stroopoortgang
- Onder den Toren
- Hagepreekgang
- Kraanstraat
- Sint Jorisstraat

### Aangepaste straten en pleinen/herbouw
- Lange Delft (nieuwe panden, knik, verbreding en plaatsing van oude gevels nabij Korte Delft)
- Korte Burg (verdwijning van het Boterplein, wijziging van de rooilijn en plaatsing van een provinciaal gebouw dwars op de straat)
- Bachtensteene (vóór de oorlog nog Lombardstraat geheten. Alle 25 gebouwen gingen verloren; hier werd de rooms-katholieke kerk gebouwd); aangezien de Burgemeester Takstraat geschrapt werd, moest een nieuwe doorgang gecreëerd worden naar de Groenmarkt)
- De Sint Janstraat en de Herenstraat (gedeelte nabij Lange Delft: herbouw)
- Grote Markt werd Markt (nieuwe rooilijnen, behalve tussen Pottenmarkt en Vlasmarkt; nieuwe bebouwing; plaatsing van nieuw huizenblok aan de westkant)
- Lange Noordstraat (zuidelijk deel: herbouw. De rooms-katholieke kerk werd niet herbouwd in deze straat)
- Sint Pieterstraat (westelijke zijde, onderdeel van de Abdij, werd niet in nieuwe stijl opgebouwd; oostelijke zijde: nieuwbouw. De Waalse Kerk werd hier niet herbouwd)
- Rouaanse Kaai/Dwarskaai (begin jaren 50 werd hier grootschalige bebouwing neergezet.)
- Rotterdamse Kaai (Het Oost-Indisch Huis werd helaas niet herbouwd. Een appartementencomplex verscheen in 1950 op de deze plek)
- Breestraat (achterkant van het Oost-Indisch Huis; nieuwbouw)
- Balans (St. Jorisdoelen; brandde volledig uit. Herbouw vond eind jaren 60 plaats met oude materialen)
- Pottenmarkt (westzijde)
- Kerspel (10 panden gingen verloren; deze werden niet herbouwd. Garages kwamen ervoor in de plaats.

### Meer straten die (beperkte) schade door de brand hebben opgelopen
- Brakstraat
- Bellinkstraat
- Dam
- Lange Geere
- Koorkerkhof
- Maisbaai (Vitrite)
- Loskade
- Nieuwstraat
- Simpelhuisstraat (later werd deze plek gebruikt voor een doorbraak richting de nieuw aangelegde Stadhuisstraat; oorspronkelijk kwam de straat uit op de Lange Noordstraat)
- Haringplaats
- Latijnse Schoolstraat
- Segeersstraat (N.B. de westzijde is pas in 1955 gesloopt en verbreed).

## Sanering in de jaren 60 en begin jaren 70
Door de toename van het aantal auto's in de jaren 60 van de 20e eeuw voelde het gemeentebestuur zich genoodzaakt enkele ingrepen in de binnenstad uit te voeren. Zoals in vele andere steden in Nederland werden - geholpen door subsidies van de rijksoverheid - in de periode 1968-1972 in Middelburg oude woningen gesloopt om plaats te maken voor het autoverkeer. De bewoners kregen een andere woning aangeboden. Vele sfeer- en beeldbepalende gebouwen werden neergehaald door de slopershamer. Het historische stratenpatroon werd onherstelbaar gewijzigd.
In Middelburg werden drie gebieden in de binnenstad aangepakt:

### Straten die het Damplein zouden gaan vormen
Met het doel een parkeerplein (het Damplein) te realiseren, sloopte de gemeente vier straatwanden: 
- Lange Giststraat (buitenste straatwand bleef staan)
- Korte Delft (gedeelte vanaf Sint Pieterstraat richting Dam; buitenste straatwand bleef staan)
- (Korte) Sint Pieterstraat (buitenste straatwand bleef staan)
- Dam (gedeelte tegenover standbeeld van Koningin Emma)

De 19e-eeuwse Graanbeurs, gelegen naast het toenmalige politiebureau op de hoek Lange Giststraat/Dam, werd afgebroken. De huidige Graanbeurs is een reconstructie van de 18e-eeuwse Korenbeurs.
Begin jaren 60 werden enkele huizen die voor en naast de Gasthuiskerk gelegen waren gesloopt. Deze panden lagen in de Lange Delft en in de Nieuwstraat.

### Het Geeregebied
Deze arbeidersbuurt werd voor een groot deel gesloopt en pas in de jaren 80 van de 20e eeuw weer bebouwd. Er werd een doorgang geforceerd tussen de Korte Geere en de Koestraat (Kalverstraat). Daarbij verdween de karakteristieke Kalvermarkt. Sociale woningbouw en winkels werden gerealiseerd ten koste van de oude rooilijnen. Aan de Koestraat kwam het (voormalige) gebouw van Rijkswaterstaat. Een garagebedrijf werd midden jaren 90 omgebouwd tot supermarkt met eromheen woningen. Vanaf 2015 zetelt er een medisch centrum.
Gesloopt werden:
- Koestraat (westelijke straatwand en klein deel oostelijke straatwand)
- Kalvermarkt (volledig gesloopt)
- Lange Geere (voor driekwart gesloopt; zuidelijk deel van de straat is verdwenen onder een appartementencomplex met daaronder een rij winkels). De straat is sterk verbreed. De bocht in de huidige straat (richting de binnengracht) is niet historisch.
- Korte Geere (voor driekwart gesloopt; over het westelijke deel is in 1984 heen gebouwd (woningen en winkelpassage).
- Roosterstraat (volledig gesloopt; nieuwbouw)
- Beenhouwerssingel (vrijwel geheel gesloopt)

Nieuw aangelegde straten in het Geeregebied:
- Hoge Geere
- Geerepassage

### Het gebied tussen de binnengracht en de buitengracht/Kanaal door Walcheren
Bij de aanleg van het Kanaal door Walcheren eind jaren 60 van de 19e eeuw moest een groot deel van het Vlissings Wagenplein wijken voor het Kanaal en de Blauwedijk. De Slikstraat verdween in zijn geheel. In 1867 werd de Vlissingse Poort gesloopt, evenals een aantal huizen aan het Vlissings Wagenplein.
In de 20e eeuw vestigde zich een aantal cafés en logementen in de buurt. Koperpletterij De Nijverheid bevond zich aan de Pottenbakkerssingel. Aan het eind van de jaren 60 van de 20e eeuw werd begonnen met de afbraak van de buurt. Bij deze zeer ingrijpende sanering werden enkele honderden woningen en een paar bedrijven gesloopt ten behoeve van het doorgaande verkeer van Rijksweg A58 richting Walcherse kust. De oorspronkelijke rooilijnen verdwenen vrijwel volledig. De sloop begon begin 1968. Een zwembad (binnenbad) werd in 1969 gerealiseerd aan de reeds voor de helft gesloopte Winterstraat. In 1973 bouwde men aan de Pottenbakkerssingel een supermarkt. In 1976 volgde de bouw van Provinciale Waterstaat (nu HZ University of Applied Sciences) en de aanleg van de Geerebrug richting de Koestraat. De Achtersingel verdween van de kaart en een stelsel van fietsroutes en twee fiets- en voetgangerstunnels veranderden de structuur van het gebied. Eind 1970 werd de Schroebrug geopend voor het verkeer. De Poelendaelesingel, die voorheen doorliep in de Blauwedijk was inmiddels verlegd richting binnengracht. Het gebouw van Rijkswaterstaat is dwars op de oude rooilijn van de Poelendaelesingel gebouwd. Het zwembad is in 2002 afgebroken. Door de sloop van de Teerpakhuizenstraat was de muur van het Huis van Bewaring zichtbaar geworden. Een gebied vol woningen in smalle straatjes was veranderd in een tangent dat liep van de Schroebrug, via een nieuwe weg met de naam Groenewoud en de Looierssingel naar de Walensingel. Als onderdeel van deze rondweg werd tussen de Pottenbakkerssingel en de Achtersingel schuin over de rooilijnen een viaduct aangelegd.

#### Gesloopte straten/pleinen waarvan de rooilijnen verdwenen
- Winterstraat (volledig; naam werd geschrapt)
- Vlissings Wagenplein (volledig; naam werd geschrapt)
- Teerpakhuizenstraat (volledig; naam werd geschrapt)
- Schoorsteenvegerssingel (volledig; naam werd geschrapt)
- Achtersingel (alleen het elektriciteitshuisje staat nog op het terrein van Rijkswaterstaat; naam werd geschrapt)
- Pottenbakkerssingel (volledig; naam bleef echter behouden)
- Spekrokerijstraat (volledig; naam werd geschrapt)
- Sleeperssingel (volledig; naam werd geschrapt)

#### Deels gesloopte straten
- Zandstraat (oostelijk deel)
- Baanstraat (westelijk deel)

#### Nieuw aangelegde straten/wegen in het saneringsgebied
- Groenewoud
- Blauwedijk (gedeeltelijk landinwaarts verlegd)
- Poelendaelesingel (gedeeltelijk verlegd richting binnengracht; het deel richting Kanaal werd zwembadterrein, nu Rijkswaterstaatsterrein.
- Vlissingsjaagpad (gedeeltelijk)
- Vlissingsbolwerk (gedeeltelijk)